# Ranunculus revuschkinii
Ranunculus revuschkinii är en ranunkelväxtart som beskrevs av Pjak och Schegol.. Ranunculus revuschkinii ingår i släktet ranunkler, och familjen ranunkelväxter. Inga underarter finns listade i Catalogue of Life.